# تجارت (فیلم ۲۰۱۶)
تجارت یا معامله (به انگلیسی: Traded) یک فیلم وسترن آمریکایی محصول سال ۲۰۱۶ به کارگردانی تیموتی وودوارد جونیور و با بازی کریس کریستوفرسون، تریس ادکینز و مایکل پاری است.

## داستان
فیلم در سال ۱۹۸۸ جریان دارد و داستان در مورد پدری است که مزرعهٔ خود را ترک می‌کند تا دخترش را از دست یک دشمن قدیمی نجات دهد.